# Tatjana Petrowna Wassilewitsch
Tatjana Petrowna Wassilewitsch (russisch Татьяна Петровна Василевич; ukrainisch Тетяна Василевич (Tetjana Wassylewytsch); * 14. Januar 1977 in Jewpatorija) ist eine aus der Ukraine stammende Schachspielerin, die seit November 2020 für den russischen Schachverband gemeldet ist und die russische Staatsbürgerschaft besitzt. Sie erhielt 1996 von der FIDE den Titel Großmeisterin (WGM), 2002 den Titel Internationaler Meister (IM). Seit 2014 hat sie einen Sitz im Stadtrat von Jewpatorija.

## Schach

### Jugend
Mehrfach vertrat Tetjana Wassylewytsch die Ukraine bei den Jugendweltmeisterschaften und Europameisterschaften in verschiedenen Altersklassen. 1992 wurde sie in Duisburg Vizemeisterin bei der Jugendweltmeisterschaft U16w hinter Almira Scripcenco. Im Jahr 1996 teilte sie den zweiten Platz (hinter Lyudmila Zaitsev, zusammen mit Ekaterina Kowalewska und Lyudmila Rudenko) in St. Petersburg, 1997 gewann sie in Belgrad (zusammen mit Ana Benderać und Svetlana Prudnikową). Sie gewann die Bronzemedaille bei den Weltmeisterschaften für Juniorinnen unter 20 Jahre in Żagań hinter Harriet Hunt und Joanna Dworakowska.

### Erfolge

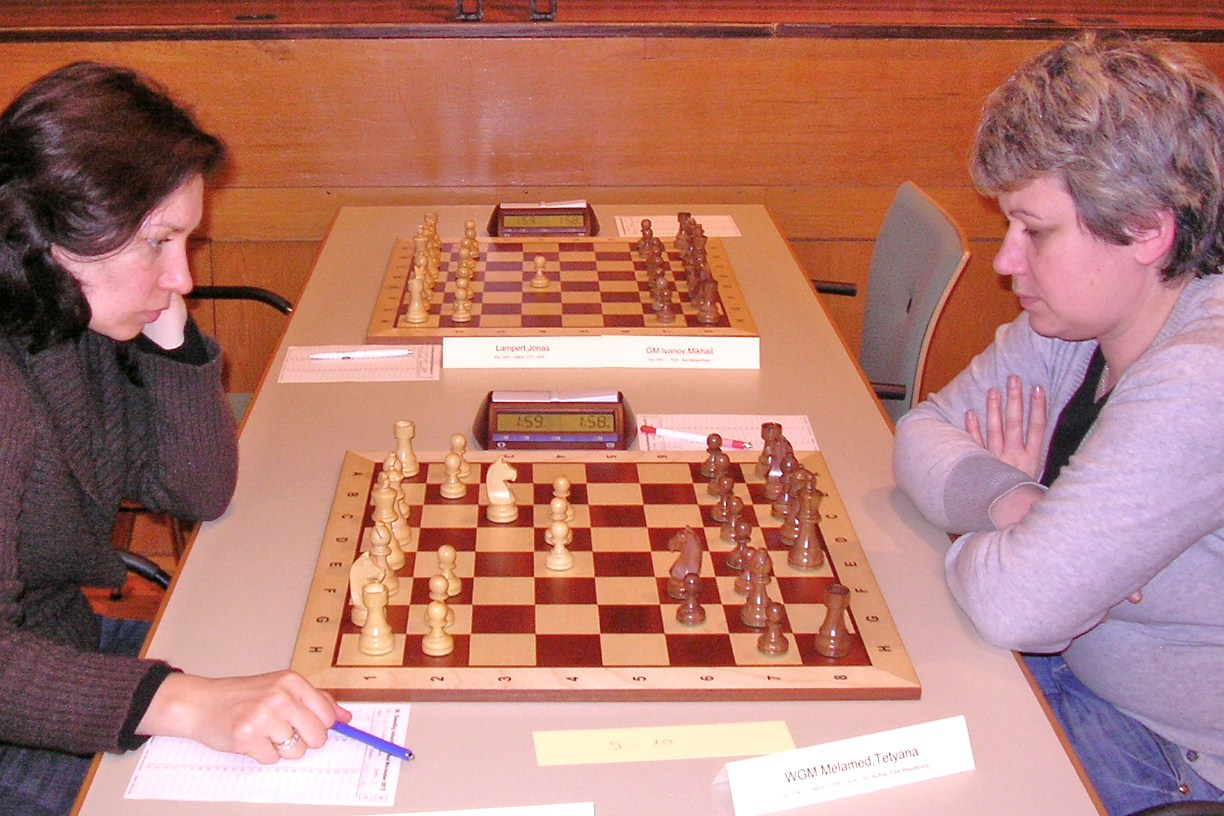
Tetjana Wassylewytsch (links) und Tatiana Melamed 2012 in Bad Wörishofen

Wassylewytsch gewann drei Mal die ukrainische Frauenmeisterschaft, und zwar 2002, 2007 und 2010. Im Jahr 2002 teilte sie den ersten Platz mit Anna Zatonskih.
Zweimal spielte sie bei Weltmeisterschaften der Frauen. Sie nahm an Zonenturnieren 1998 und 1999 teil und qualifizierte sich für die Weltmeisterschaft 2000 in Delhi. 2000 gelangte sie unter die letzten 16, sie gewann in den ersten beiden Runden gegen Nguyễn Thi Thanh An und Irina Krush, verlor danach gegen Kowalewskaja und schied aus. Im Jahr 2004 spielte sie zum zweiten Mal bei einer Weltmeisterschaft (ausgetragen in Elista) und konnte in der ersten Runde Xu Yuanyuan besiegen, unterlag jedoch in der zweiten Runde Antoaneta Stefanowa.
Sie gewann die Offene deutsche Damenmeisterschaft 2000 in Rodewisch. Im Schachfestival Bad Wörishofen 2012 war Tetjana Wassylewytsch beste Frau vor Tatiana Melamed.

### Verein
Sie spielte 13 Jahre in der Schachbundesliga der Frauen von 1999 bis 2012 für ihren Verein Rodewischer Schachmiezen. Die Rodewischer Schachmiezen wurden mit ihr 2005 und 2006 Vizemeister. Im allgemeinen Spielbetrieb spielte Wassylewitsch für den ESV Nickelhütte Aue, unter anderem in der Saison 2010/11 in der 1. Bundesliga. Am European Club Cup der Frauen nahm sie 2010 mit BAS Belgrad teil, dabei erreichte sie in der Einzelwertung an Brett 4 den dritten Platz.

### Nationalmannschaft
Sie nahm dreimal für die Ukraine an Schacholympiaden der Frauen teil (1998 in Elista, 2000 in Istanbul und 2002 in Bled). Bei der Mannschaftsweltmeisterschaft der Frauen 2007 in Ekaterinburg gewann sie eine Bronzemedaille sowohl in der Mannschaftswertung der Ukraine, als auch in der Einzelwertung an Brett 4, 2011 erreichte sie den dritten Platz in der Einzelwertung der Ersatzspielerinnen. Dreimal spielte sie bei den Mannschaftseuropameisterschaften der Frauen (2003, 2005, 2007).